# Hispaniolai orrszarvú leguán
A hispaniolai orrszarvú leguán (Cyclura cornuta) a hüllők (Reptilia) osztályának pikkelyes hüllők (Squamata) rendjébe, ezen belül a gyíkok (Sauria vagy Lacertilia) alrendjébe, a leguánalakúak (Iguania) alrendágába és a leguánfélék (Iguanidae) családjába tartozó faj.

## Elterjedése
Hispaniola szigetének mindkét államában, Haitiben és a Dominikai Köztársaságban honos.

## Megjelenése

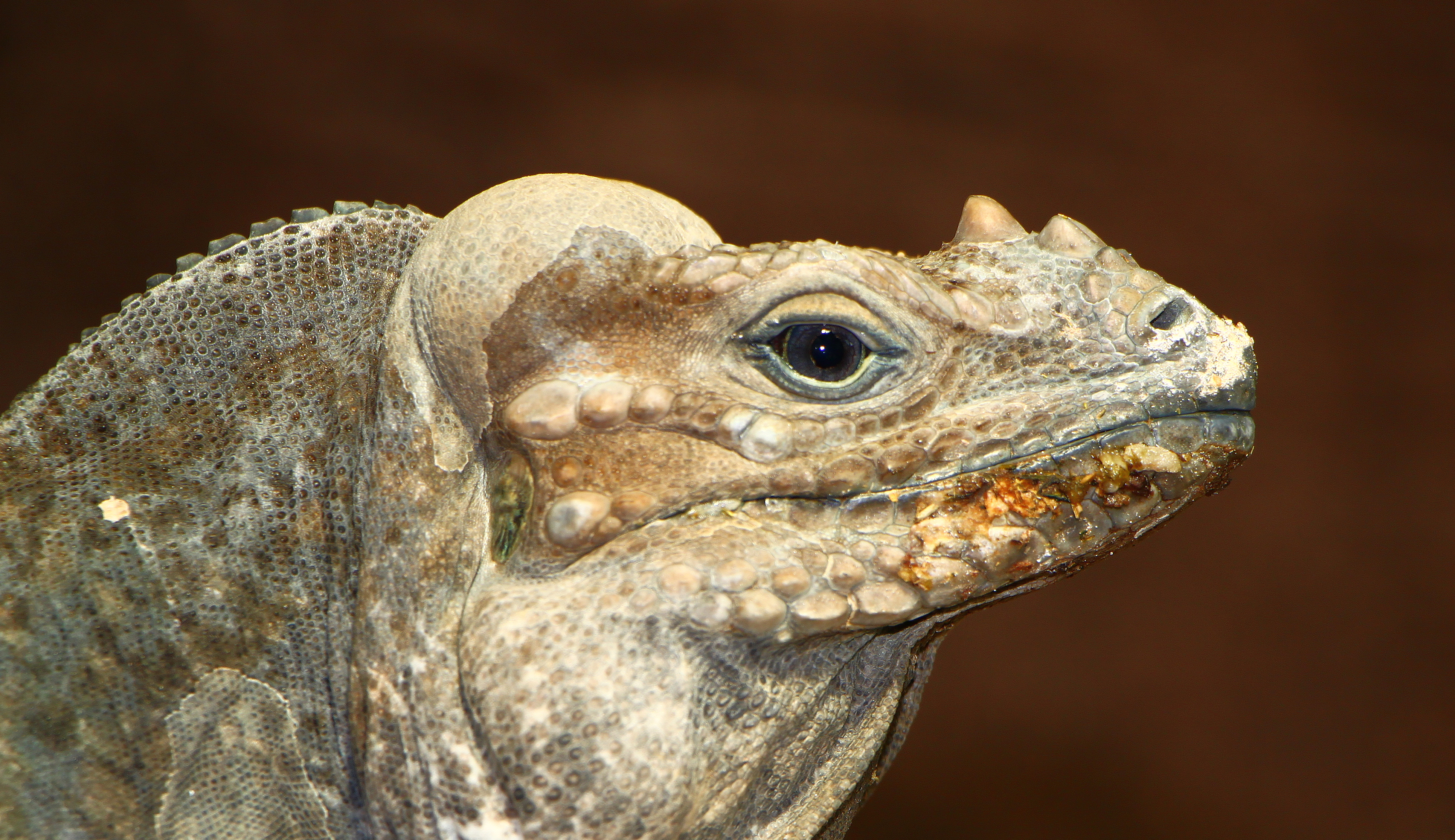

A hispaniolai orrszarvú leguán színe szürkésbarna. Testtömege 28,60-48,40 kg. Testhossza 60,96-121,92 cm.

## Életmódja
Étrendjük változatos, függ az évszaktól és az egyéntől. Az orrszarvú leguánok főként növényevők, sokféle levelet, gyümölcsöt, virágot és magot esznek. Alkalmanként állati eredetű táplálékot is fogyasztanak, főleg rovarokat, szárazföldi rákokat vagy dögöket (különösen kedvelik az elhullott madarakat és halakat). A fiatal leguánok sajátossága, hogy rendszeresen esznek rovarokat és más apró állatokat. A megtalált táplálékforrást (pl. egy gyümölcsös bokrot) hevesen védelmezik fajtársaiktól.

## Szaporodása
Az ivarérettség 5-9 évesen kezdődik. A párzási időszak késő májustól kora júniusig tart. Fészekalja 5-20 tojásból áll.

## Természetvédelmi állapota
Az élőhelyének pusztulása és a húsáért való vadászata sodorja a fajt veszélyben. Az IUCN vörös listáján a sebezhető kategóriában szerepel.
Magyarországon csak a Nyíregyházi Állatparkban és a Pécsi Állatkertben látható hispaniolai orrszarvú leguán.